# Тафт (град, Калифорния)
Тафт (на английски: Taft) е град в окръг Кърн, щата Калифорния, САЩ. Тафт е с население от 9425 жители (по приблизителна оценка от 2017 г.) и обща площ от 39,2 km². Намира се на 291 m надморска височина. ЗИП кодовете му са 93268, а телефонният му код е 661.